# Janet Lynn
Janet Lynn Nowicki (Chicago, 6 aprile 1953) è un'ex pattinatrice artistica su ghiaccio statunitense.

## Palmarès
| Evento                       | 1965  | 1966 | 1967 | 1968 | 1969 | 1970 | 1971 | 1972 | 1973 |
| ---------------------------- | ----- | ---- | ---- | ---- | ---- | ---- | ---- | ---- | ---- |
| Giochi olimpici invernali    |       |      |      | 9°   |      |      |      | 3°   |      |
| Campionati mondiali          |       |      |      | 9°   | 5°   | 6°   | 4°   | 3°   | 2°   |
| North American Championships |       |      |      |      | 1°   |      | 2°   |      |      |
| Campionati statunitensi      | 8° J. |      | 4°   | 3°   | 1°   | 1°   | 1°   | 1°   | 1°   |